# ワルメド・オマリ
ワルメド・オマリ（Warmed Omari、2000年4月23日 - ）は、フランス・バンドラブア出身のサッカー選手。ブンデスリーガ・ハンブルガーSV所属。コモロ代表。ポジションはDF。

## クラブ経歴
2014年にスタッド・レンヌの下部組織へ入団し、2020年6月9日にクラブと自身初のプロ契約を結んだ。2021年8月15日、リーグ・アンのスタッド・ブレスト29戦にてトップチームデビューを果たすと、同年12月28日のFCロリアンとのクープ・ドゥ・フランスではプロ初ゴールも挙げた。
2024年8月31日、買取オプション付き期限付き移籍でオリンピック・リヨンに加入。期限付き移籍期間は2025年6月30日まででレンタル料として50万ユーロが、買取オプションを行使した場合はさらに1000万ユーロがレンヌに支払われる。
2025年8月7日、ドイツのハンブルガーSVに買取オプション付き期限付き移籍で加入。

## 個人成績

### クラブ
2022年6月30日現在
| クラブ       | シーズン     | リーグ戦       | リーグ戦 | リーグ戦 | 国内カップ | 国内カップ | 国際大会 | 国際大会 | 合計 | 合計 |
| クラブ       | シーズン     | ディヴィジョン | 出場     | 得点     | 出場       | 得点       | 出場     | 得点     | 出場 | 得点 |
| ------------ | ------------ | -------------- | -------- | -------- | ---------- | ---------- | -------- | -------- | ---- | ---- |
| レンヌ       | 2021-22      | リーグ・アン   | 24       | 0        | 1          | 1          | 4        | 0        | 29   | 1    |
| キャリア通算 | キャリア通算 | キャリア通算   | 24       | 0        | 1          | 1          | 4        | 0        | 29   | 1    |